# Michael Chaplin

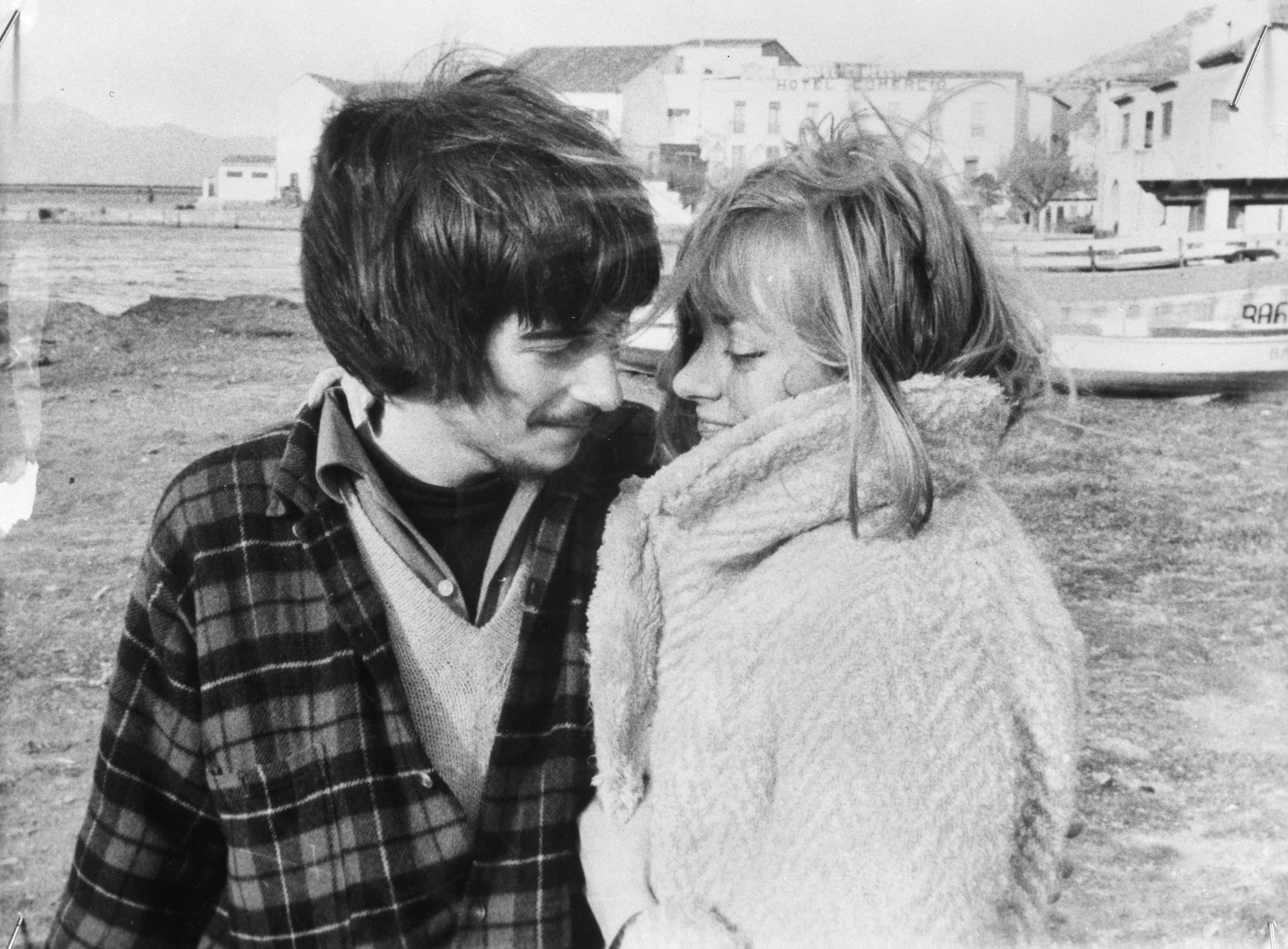
Michael Chaplin und Patricia Johns (1965)

Michael John Chaplin (* 7. März 1946 in Santa Monica, Kalifornien) ist ein US-amerikanischer Schauspieler.

## Leben
Michael Chaplin wurde 1946 als zweites Kind und ältester Sohn aus der vierten Ehe des Schauspielers Charles Chaplin mit Oona O’Neill geboren. Michael Chaplin hat sieben weitere Geschwister; Geraldine, Josephine, Victoria, Eugene, Jane, Annette und Christopher. Aus früheren Ehen seines Vaters stammen die Halbgeschwister, Norman, Charles junior sowie Sydney.
Bereits im Alter von sechs Jahren war Michael Chaplin unter der Regie seines Vaters in dem Film Rampenlicht zu sehen. 1957 holte ihn sein Vater erneut vor die Kamera für seinen Film Ein König in New York, hier in einer etwas größeren Nebenrolle.
Im Alter von 19 Jahren veröffentlichte er das Buch I Couldn’t Smoke the Grass on my Father’s Lawn, in dem er sein Leben im Schatten des berühmten Vaters beschreibt. Später wirkte er in mehreren autobiografischen Filmen und Dokumentationen über Charles Chaplin mit. Michael Chaplin ist der Präsident der Fondation du Musee Charlie Chaplin. Mit der Organisation plante er im früheren Schweizer Wohnsitz seines Vaters ein Museum, welches am 16. April 2016 glanzvoll eröffnet wurde.
Michael Chaplin ist mit der Schriftstellerin Patrice Chaplin verheiratet. Das Paar hat zwei Töchter, Carmen Chaplin und Dolores Chaplin.

## Filmografie
- 1952: Rampenlicht (Limelight)
- 1957: Ein König in New York (A King in New York)
- 1966: The Sandwich Man
- 1992: Chaplin
- 2003: Charlie: The Life and Art of Charles Chaplin (Charlie – Leben und Werk des Charles Chaplin)[5]
- 2003: Charlie Chaplin: The Forgotten Years[6]